# Río Neuse

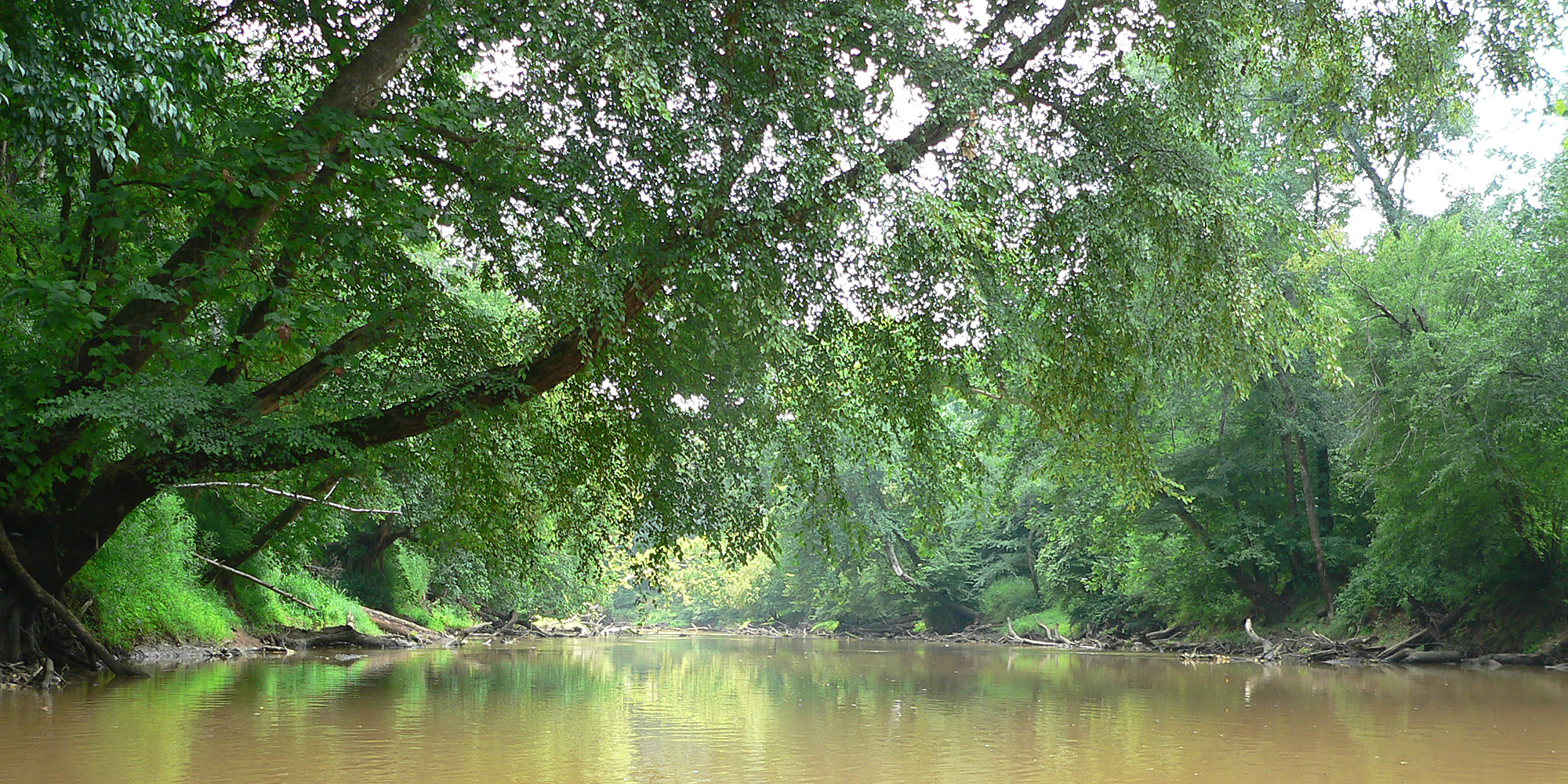
A lo largo de gran parte de su longitud, el río Neuse se caracteriza por los bancos de arena, las aguas fangosas todo el año, y un dosel denso de árboles.

El río Neuse (del inglés: 'Neuse River') es un río de la vertiente Atlántica de los Estados Unidos, que nace en la meseta de Piedmont de Carolina del Norte y desemboca en el Pamlico Sound, por debajo de la ciudad de New Bern. Su longitud total es de aproximadamente 443 km— que lo convierten en el río más largo que discurre enteramente en Carolina del Norte— y drena una cuenca de 14.600 km², toda ella también del mismo estado de Carolina del Norte.

## Geografía
El río Neuse se forma por la confluencia de los ríos Flat y Eno (64 km) antes de entrar en el embalse artificial de Falls Lake (construida en 1978-81, con una altura de 88,8 m, una cola de embalse de unos 45 km río arriba y una superficie de agua de unas 5000 ha.), en el norte del Condado de Wake. Las barras de una línea de falla, conocidas como las cataratas del Neuse (Falls of the Neuse), se encuentran ahora sumergidas bajo las aguas del lago Falls.
Típico de los ríos de la llanura costera de Carolina del Norte, el Neuse atraviesa en su camino hacia la desembocadura una cuenca de tierras bajas intermitentemente pantanosas, con una excepción interesante, los acantilados del Neuse (Cliffs of the Neuse), en una zona cercana a Goldsboro, donde el río corta una estrecha garganta (30 m) a través de riscos de caliza y arenisca. El Neuse es propenso a tener caudales extremos: a menudo desborda sus orillas durante la estación lluviosa, y, a continuación, queda reducido al mínimo en condiciones de sequía prolongada, de modo que incluso se puede vadear a pie.
El Neuse discurre a través de partes de siete condados. Las principales ciudades y localidades en las proximidades del Neuse son Durham (187 035 hab. en el censo de 2000), Neuse Township (48 256 hab.), Raleigh (276 093 hab.)  —la capital de Carolina del Norte—, Smithfield (11.510 hab.), Goldsboro (39.043 hab.), Kinston (23 688 hab.) y New Bern (23.128 hab.).
El río Trent  se une al Neuse en New Bern y el arroyo Crabtree (Crabtree Creek) es otro importante afluente del Neuse, que fluye en el área del condado de Wake.

## Historia
Durante miles de años antes de la llegada de los europeos, diferentes civilizaciones de pueblos indígenas vivieron a lo largo del río. Se han encontrado muchos artefactos a lo largo de sus orillas, lo que ha permitido trazar la secuencia de los antiguos asentamientos prehistóricos de nativos americanos y los estudios arqueológicos han mostrado las distintas oleadas de ocupación.
Los colonos llamaron al río Neuse según el nombre tribu de indios americanos conocida como neusiok, con quienes se entabló contacto en las primeras expediciones de Raleigh, en las que también se identificó la región como la «Neusick». Dos capitanes ingleses, Arthur Barlowe y Phillip Armadas, fueron encargados por Sir Walter Raleigh en 1584 para explorar el Nuevo Mundo. Desembarcaron en la costa de Carolina del Norte el 2 de julio de 1584 para comenzar sus campañas de reconocimiento. En su informe de 1585 a Raleigh, escribieron favorablemente de la población indígena en «(...) el país Neusiok, situado sobre un río hermoso llamado Neuse...», como era llamado por la población local. El río tiene una de los tres topónimos más antiguos sobrevivientes en inglés aplicados en los EE. UU.
En 1865, durante la guerra civil estadounidense, los confederados quemaron uno de los últimos acorazados que habían construido, el Ram Neuse, para evitar que fuese capturado por las tropas de la Unión, dado que el nivel del río había bajado de manera que impidió que el buque pasase río abajo. Casi un siglo más tarde, en un período histórico de aguas bajas, se descubrieron los restos del barco, que fueron recuperados en 1963. Más tarde, la nave fue instalada al lado del río en el Memorial Gobernador Caswell, en la pequeña ciudad de Kinston.

## Calidad del agua
La calidad de las aguas del Neuse se ha visto afectada en los últimos años, con problemas de salud ambiental y pública relacionados con la descarga de aguas residuales municipales y agrícolas, con la fuerte escorrentía provocada por las tormentas y otras fuentes de contaminación. La contaminación fue especialmente alta tras el paso, en los años 1990, de los huracanes Fran (1996) y Floyd (1999).
El dinoflagelado Pfiesteria piscicida está presente en el río, y tiene un fuerte crecimiento cuando los niveles de nutrientes se incrementan debido a la excesiva escorrentía. Este organismo unicelular puede estar relacionado con la muerte de peces, así como con efectos adversos sobre la salud en seres humanos.

## Afluentes
- Río Trent, que aborda al Neuse al sur de  Knightdale;
- Arroyo West Bear
- Arroyo Bear
- Arroyo de Lefferts
- Arroyo Crabtree